# تيري إل. برايس
تيري إل. برايس (بالإنجليزية: Terry L. Price)‏ هو فيلسوف أمريكي، ولد في 27 ديسمبر 1966.